# Mister Olympia 2023
Mister Olympia 2023 è stata la cinquantanovesima edizione dell'omonima competizione di bodybuilding prodotta dalla IFBB. L'evento si è svolto dal 2 al 5 novembre 2023 all'Orange County Convention Center situato ad Orlando, Florida (USA).
Nella categoria open si è imposto l'americano Derek Lunsford, battendo il campione in carica Hadi Choopan.

## Risultati[1][2]

### Categoria Open
Nick Walker si è ritirato dalla competizione a causa di uno strappo al femorale.
Nathan De Asha e Behrooz Tabani, pur essendosi qualificati , non hanno preso parte alla competizione in quanto gli sono stati negati i visti per gli Stati Uniti d'America.
Brett Wilkin, pur essendosi qualificato, si è ritirato a causa di problemi di salute.
Mamdouh "Big Ramy" Elssbiay ha deciso di ritirarsi dal culturismo competitivo a inizio stagione 2023.
| Posizione | Premio   | Nome                            | Paese                          | Judging | Finali | Totale |
| --------- | -------- | ------------------------------- | ------------------------------ | ------- | ------ | ------ |
| 1         | $400,000 | Derek Lunsford                  | Stati Uniti (bandiera)         | 7       | 6      | 13     |
| 2         | $150,000 | Hadi Choopan                    | Iran (bandiera)                | 9       | 9      | 18     |
| 3         | $100,000 | Samson Dauda                    | Regno Unito (bandiera)         | 13      | 15     | 28     |
| 4         | $80,000  | Brandon Curry                   | Stati Uniti (bandiera)         | 21      | 20     | 41     |
| 5         | $50,000  | Andrew 'Jacked' Chinedu Obiekea | Emirati Arabi Uniti (bandiera) | 24      | 27     | 51     |
| 6         |          | Hunter Labrada                  | Stati Uniti (bandiera)         | 30      | 28     | 58     |
| 7         |          | Michael Krizanek                | Slovacchia (bandiera)          | 35      | 35     | 70     |
| 8         |          | Tonio Burton                    | Stati Uniti (bandiera)         | 42      | 40     | 82     |
| 9         |          | Regan Grimes                    | Canada (bandiera)              | 43      | 45     | 88     |
| 10        |          | Charles Griffin                 | Stati Uniti (bandiera)         | 53      | 51     | 104    |
| 11        |          | Hassan Mostafa                  | Egitto (bandiera)              | 52      | 57     | 109    |
| 12        |          | Andrea Presti                   | Italia (bandiera)              | 61      | 58     | 119    |
| 13        |          | Theo Leguerrier                 | Francia (bandiera)             | 65      | 65     | 130    |
| 14        |          | Roman Fritz                     | Germania (bandiera)            | 70      | 70     | 140    |
| 15        |          | Justin Shier                    | Stati Uniti (bandiera)         | 80      | 75     | 155    |
| 16        |          | Phil Clahar                     | Stati Uniti (bandiera)         | 80      | 80     | 160    |
| DNF       |          | Ross Flanigan                   | Stati Uniti (bandiera)         | 75      | DNF    | DNF    |

### Categoria Classic Physique
Tutti gli atleti oltre la 15ª posizione ricevono il medesimo punteggio e posizionamento. Dalla 16ª posizione gli atleti sono indicati in ordine alfabetico.
| Posizione | Premio | Nome                       | Paese                    | Totale |
| --------- | ------ | -------------------------- | ------------------------ | ------ |
| 1         |        | Chris Bumstead             | Canada (bandiera)        | 5      |
| 2         |        | Ramon "Dino" Rocha Queiroz | Brasile (bandiera)       | 10     |
| 3         |        | Urs Kalecinski             | Germania (bandiera)      | 15     |
| 4         |        | Breon Ansley               | Stati Uniti (bandiera)   | 20     |
| 5         |        | Terrence Ruffin            | Stati Uniti (bandiera)   | 26     |
| 6         |        | Michael Daboul             | Regno Unito (bandiera)   | 30     |
| 7         |        | Wesley Vissers             | Paesi Bassi (bandiera)   | 35     |
| 8         |        | Mike Sommerfeld            | Germania (bandiera)      | 40     |
| 9         |        | Vahid Badpei               | Iran (bandiera)          | 46     |
| 10        |        | Jae Hun Park               | Corea del Sud (bandiera) | 51     |
| 11        |        | Carlos Dommar              | Stati Uniti (bandiera)   | 55     |
| 12        |        | Alejandro Cambronero       | Costa Rica (bandiera)    | 59     |
| 13        |        | Gabriel Zancanelli         | Brasile (bandiera)       | 65     |
| 14        |        | Fabio Junio Ramos Vale     | Brasile (bandiera)       | 70     |
| 15        |        | Laszlo Kiraly              | Ungheria (bandiera)      | 75     |
| =16       |        | Woilid Baatout             | Francia (bandiera)       | 80     |
| =16       |        | Eric Brown                 | Stati Uniti (bandiera)   | 80     |
| =16       |        | Daniil Famponte            | Stati Uniti (bandiera)   | 80     |
| =16       |        | Diego Alejandro Galindo    | Brasile (bandiera)       | 80     |
| =16       |        | Matthew Greggo             | Stati Uniti (bandiera)   | 80     |
| =16       |        | Junor Javorski             | Brasile (bandiera)       | 80     |
| =16       |        | Shicheng Jin               | Cina (bandiera)          | 80     |
| =16       |        | Andrei Kozhokar            | Russia (bandiera)        | 80     |
| =16       |        | Damian Kuffel              | Polonia (bandiera)       | 80     |
| =16       |        | John Le                    | Canada (bandiera)        | 80     |
| =16       |        | Eric Wildberger Lisboa     | Brasile (bandiera)       | 80     |
| =16       |        | Antoine Loth               | Spagna (bandiera)        | 80     |
| =16       |        | Eduardo Oliveira           | Brasile (bandiera)       | 80     |
| =16       |        | Samuel Paquin              | Canada (bandiera)        | 80     |
| =16       |        | German Pastor              | Spagna (bandiera)        | 80     |
| =16       |        | Damien Patrick             | Stati Uniti (bandiera)   | 80     |
| =16       |        | Marcus Perry               | Stati Uniti (bandiera)   | 80     |
| =16       |        | Jared Thompson             | Stati Uniti (bandiera)   | 80     |
| =16       |        | Christopher Ziller         | Germania (bandiera)      | 80     |

### Categoria 212
| Posizione | Premio | Nome                 | Paese                  | Totale |
| --------- | ------ | -------------------- | ---------------------- | ------ |
| 1         |        | Keone Pearson        | Stati Uniti (bandiera) | 5      |
| 2         |        | Shaun Clarida        | Stati Uniti (bandiera) | 10     |
| 3         |        | Angel Calderon Frias | Spagna (bandiera)      | 15     |
| 4         |        | Kerrith Bajjo        | Stati Uniti (bandiera) | 20     |
| 5         |        | Ahmad Ashkanani      | Kuwait (bandiera)      | 26     |

### Categoria Men's Physique
| Posizione | Premio | Nome                | Paese                  | Totale |
| --------- | ------ | ------------------- | ---------------------- | ------ |
| 1         |        | Ryan Terry          | Regno Unito (bandiera) | 5      |
| 2         |        | Brandon Hendrickson | Stati Uniti (bandiera) | 10     |
| 3         |        | Erin Banks          | Stati Uniti (bandiera) | 15     |
| 4         |        | Emmanuel Hunter     | Stati Uniti (bandiera) | 20     |
| 5         |        | Diogo Montenegro    | Brasile (bandiera)     | 26     |

### Wheelchair Olympia
| Posizione | Premio | Nome                           | Paese                  | Totale |
| --------- | ------ | ------------------------------ | ---------------------- | ------ |
| 1         |        | Karol Milewski                 | Polonia (bandiera)     | 7      |
| 2         |        | Harold Kelley                  | Stati Uniti (bandiera) | 8      |
| 3         |        | Josue Fabiano Barreto Monteiro | Brasile (bandiera)     | 15     |
| 4         |        | Mohammadreza Tabrizi Nouri     | Canada (bandiera)      | 22     |
| 5         |        | Gabriele Andriulli             | Italia (bandiera)      | 23     |

## Curiosità
Per il terzo anno consecutivo l'atleta italiano Andrea Presti si qualifica alla massima competizione, posizionandosi al dodicesimo posto, miglior piazzamento di un italiano alla gara dopo la vittoria di Franco Columbu nel 1981. Gli ultimi atleti italiani a qualificarsi prima di Andrea Presti furono Flavio Baccianini e Mauro Sarni nel 1993, posizionandosi rispettivamente al tredicesimo e al sedicesimo posto.
Nel 2021 Derek Lunsford aveva già conquistato il titolo di Mr. Olympia 212: è l'unico atleta al mondo a vincere l'ambito titolo in due diverse categorie nell'era moderna del Mr. Olympia. Nel 1976, infatti, Franco Columbu si era aggiudicato sia il titolo nella categoria sotto le 200 libbre, sia il titolo assoluto.